# حاجي أباد (زيركوة)
حاجي أباد (بالفارسية: حاجی‌آباد) هي مدينة تقع في إيران في خراسان جنوبي. يقدر عدد سكانها بـ 4,333 نسمة .